# KODEKA
株式会社KODEKA（コデカ、英: KODEKA.inc）は、東京都新宿区に本社を置く日本の企業。

## 概要
株式会社松竹芸能所属の漫才師であった横ちゃん（本名：横田翔）が、2017年2月に実演販売の専門会社として創業。
お笑い思考と購買心理学によるプロモーション全般を行っており、実演笑売士・実演販売士の事務所、広告コンテンツ制作事業、研修事業を主とする。
お笑い芸人を本業とする、もしくは元お笑い芸人のスタッフを多数抱えている。

## 沿革
- 2017年（平成29年）
  - 2月 - 実演販売士専門の事務所運営を主目的として設立。
  - 5月 - 販売促進専門の映像制作事業、広告代理業を開始。
- 2020年（令和2年）
  - 3月 - 3月10日に決勝戦が行われる[2]、猫にまつわるネタ限定のお笑い賞レース『猫王』（ニャオー）の総合演出を担当（企画は大伸社コミュニケーションデザイン）[3]。
  - ８月-大阪支社[4]設立。
  - 12月-沖縄オフィス[5]開設。
- 2021年（令和3年）
  - 10月-北海道支社設立[6]
  - 10月-東京本社を新宿区へ移転[7]

## 所属タレント一覧
- 横ちゃん（本名：横田翔）

関東
- たいこばん鯨井（本名：鯨井春樹）
- ステップアップ西島
- 寿ん平（本名：高橋潤平）
- 園田ヒカル（本名：園田光）
- ホット安藤
- サンデー岡本（本名：岡本亮）
- イシキ高野
- ジェントル賀川
- ベル月村
- キラリ星
- ハートフル♡矢部
- ルック小寺
- アシスト中野
- カラフル高橋
- セレクト田中
- プッシュ風間
- ブラボー岩本
- スター平井
- ストロング今村
- マスター加藤
- ベストアンサーまきし
- ヨロコンデ高野
- ヨークサトーテリア（本名：佐藤貴臣）
- いっしー懸命（本名：石井光）

関西
- ラッパフキ牧戸（本名：牧戸健）
- 亀井キョウジュ
- ジャッジ山下
- フレッシュ新居
- くらどめハカセ
- フェスティバル西添
- ホンマヤデ御木
- べーやん

沖縄
- あきさみよー金城
- めんそーれ新川
- パイカジ大城
- てぃーだ富川
- ちゃんぷるー松田

北海道
- イチオシ太郎